# Lijst van zoogdieren met Nederlandse namen - G
Dit is een lijst van zoogdieren met Nederlandse namen met als beginletter van hun wetenschappelijke naam een G.
| Wetenschappelijke naam     | Eerste keuze                         | Overige Nederlandse namen                             | Commentaar |
| -------------------------- | ------------------------------------ | ----------------------------------------------------- | ---------- |
| Galago alleni              | Allengalago                          |                                                       |            |
| Galago gabonensis          | Gabongalago                          |                                                       |            |
| Galago gallarum            | Somaligalago                         |                                                       |            |
| Galago matschiei           | Oostelijke kielnagelgalago           | Matschies galago                                      |            |
| Galago moholi              | Zuid-Afrikaanse galago               | Moholigalago                                          |            |
| Galago senegalensis        | Senegalgalago                        | Kleine galago, moholi                                 |            |
| Galago thomasi             | Thomasgalago                         |                                                       |            |
| Galagoides demidovii       | Dwerggalago                          | Demidoffgalago                                        |            |
| Galagoides granti          | Grants galago                        |                                                       |            |
| Galagoides orinus          | Berggalago                           |                                                       |            |
| Galagoides rondoensis      | Rondogalago                          |                                                       |            |
| Galagoides zanzibaricus    | Zanzibargalago                       |                                                       |            |
| Galea musteloides          | Wezelcavia                           |                                                       |            |
| Galemys pyrenaicus         | Pyrenese desman                      | almizilero                                            |            |
| Galenomys garleppi         | Garlepps muis                        |                                                       |            |
| Galeopterus variegatus     | Maleise vliegende kat                | Koeboeng, vliegende kat                               |            |
| Galerella sanguinea        | Slanke mangoeste                     |                                                       |            |
| Galictis vittata           | Grison                               |                                                       |            |
| Galidia elegans            | Ringstaartmangoeste                  |                                                       |            |
| Galidictis grandidieri     | Grandidiermangoeste                  |                                                       |            |
| Gazella arabica            | Farasangazelle                       |                                                       |            |
| Gazella bennettii          | Indische gazelle                     | Chinkaro                                              |            |
| Gazella cuvieri            | Edmigazelle                          |                                                       |            |
| Gazella dorcas             | Dorcasgazelle                        |                                                       |            |
| Gazella gazella            | Berggazelle                          |                                                       |            |
| Gazella leptoceros         | Duingazelle                          | Loders gazelle                                        |            |
| Gazella saudiya            | Saudigazelle                         |                                                       |            |
| Gazella spekei             | Spekes gazelle                       |                                                       |            |
| Gazella subgutturosa       | Kropgazelle                          | Perzische gazelle                                     |            |
| Genetta abyssinica         | Ethiopische genet                    |                                                       |            |
| Genetta angolensis         | Miombogenet                          |                                                       |            |
| Genetta genetta            | Genetkat                             |                                                       |            |
| Genetta piscivora          | Watercivetkat                        |                                                       |            |
| Genetta thierryi           | Hausagenet                           |                                                       |            |
| Genetta victoriae          | Reuzengenet                          |                                                       |            |
| Geocapromys brownii        | Jamaicastompstaartrat                |                                                       |            |
| Geocapromys ingrahami      | Bahamastompstaartrat                 |                                                       |            |
| Geogale aurita             | Aardtenrek                           |                                                       |            |
| Geomys bursarius           | Gewone goffer                        |                                                       |            |
| Geomys personatus          | Texasgoffer                          |                                                       |            |
| Geomys pinetis             | Georgiagoffer                        |                                                       |            |
| Georychus capensis         | Kaapse blesmolrat                    |                                                       |            |
| Gerbilliscus robusta       | Naaktzoolrenmuis                     |                                                       |            |
| Gerbillurus paeba          | Zuid-Afrikaanse renmuis              |                                                       |            |
| Gerbillus amoenus          | Dwergrenmuis                         | Dwerggerbil                                           |            |
| Gerbillus burtoni          | Burtons renmuis                      |                                                       |            |
| Gerbillus floweri          | Flowers renmuis                      |                                                       |            |
| Gerbillus garamantis       | Noord-Afrikaanse renmuis             |                                                       |            |
| Gerbillus gerbillus        | Kleine Egyptische renmuis            | Sahararenmuis                                         |            |
| Gerbillus grobbeni         | Grobbens renmuis                     |                                                       |            |
| Gerbillus hoogstraali      | Hoogstraals renmuis                  |                                                       |            |
| Gerbillus mauritaniae      | Mauretaanse renmuis                  |                                                       |            |
| Gerbillus occiduus         | Westelijke renmuis                   |                                                       |            |
| Gerbillus principulus      | Hoofdrenmuis                         |                                                       |            |
| Gerbillus pyramidum        | Grote Egyptische renmuis             | Piramiderenmuis                                       |            |
| Gerbillus syrticus         | Zandrenmuis                          |                                                       |            |
| Giraffa camelopardalis     | Giraffe                              |                                                       |            |
| Glaucomys sabrinus         | Canadese vliegende eekhoorn          | Canadees vlieghoorntje                                |            |
| Glaucomys volans           | Noord-Amerikaanse vliegende eekhoorn | Assapan, Amerikaans vlieghoorntje                     |            |
| Glironia venusta           | Pluimstaartbuidelrat                 |                                                       |            |
| Glirulus japonicus         | Japanse slaapmuis                    |                                                       |            |
| Glis glis                  | Relmuis                              | zevenslaper                                           |            |
| Globicephala macrorhynchus | Indische griend                      |                                                       |            |
| Globicephala melas         | Griend                               |                                                       |            |
| Glossophaga soricina       | Kleine langtongvleermuis             | Langtongvleermuis                                     |            |
| Gorilla beringei           | Oostelijke gorilla                   |                                                       |            |
| Gorilla gorilla            | Westelijke gorilla                   | Gorilla, Westelijke laaglandgorilla                   |            |
| Gracilinanus aceramarcae   | Boliviaanse slanke buidelrat         |                                                       |            |
| Grampus griseus            | Gramper                              | Grijze dolfijn, dolfijn van Cuvier, dolfijn van Risso |            |
| Graphiurus murinus         | Penseelstaartslaapmuis               | Afrikaanse slaapmuis                                  |            |
| Gulo gulo                  | Veelvraat                            | Warg, glutton                                         |            |
| Gymnobelideus leadbeateri  | Buideleekhoorn                       |                                                       |            |

A · 
B ·
C ·
D ·
E ·
F ·
G ·
H ·
I ·
J ·
K ·
L ·
M ·
N ·
O ·
P ·
R ·
S ·
T ·
U ·
V ·
W ·
X ·
Z